# Alex Hofmann
Alex Hofmann (Mindelheim, 1980. május 24. –) korábbi német motorversenyző, a MotoGP korábbi tagja.
A sorozatban még 1997-ben mutatkozhatott be, a negyedliteresek között, szabadkártyásként. Ekkor, valamint 1998-ban is csak a német versenyen indult, előbb tizennegyedik, majd tizedik lett. 2001-ig versenyzett a negyedliteresek között, legjobb eredménye egy tizenkettedik hely volt.
A MotoGP-be 2002-ben került fel, ebben az évben négy versenyen indult, ebből kétszer sikerült pontot szereznie. Legsikeresebb éve 2007 volt, amikor 63 szerzett pontjával 13. lett összesítésben. 2007-ben vonult vissza a motiváció hiánya miatt.

## Statisztika
| Év       | Géposztály | Motor                | Csapat               | Versenyek | Győzelem | Dobogó | Pole | LKör | Pont | Poz. | VB |
| -------- | ---------- | -------------------- | -------------------- | --------- | -------- | ------ | ---- | ---- | ---- | ---- | -- |
| 1997     | 125 cm³    | Yamaha TZ125         |                      | 1         | 0        | 0      | 0    | 0    | 2    | 28.  | -  |
| 1998     | 250 cm³    | Honda RS250          |                      | 1         | 0        | 0      | 0    | 0    | 6    | 29.  | -  |
| 1999     | 250 cm³    | Honda TSR250         |                      | 16        | 0        | 0      | 0    | 0    | 51   | 16.  | -  |
| 2000     | 250 cm³    | Aprilia RS250        |                      | 9         | 0        | 0      | 0    | 0    | 12   | 25.  | -  |
| 2001     | 250 cm³    | Aprilia RS250        |                      | 15        | 0        | 0      | 0    | 0    | 55   | 12.  | -  |
| 2002     | MotoGP     | Yamaha YZR500        | WCM                  | 2         | 0        | 0      | 0    | 0    | 11   | 22.  | -  |
| 2002     | MotoGP     | Honda NSR500         | Sito Pons            | 2         | 0        | 0      | 0    | 0    | 11   | 22.  | -  |
| 2003     | MotoGP     | Kawasaki Ninja ZX-RR | Kawasaki Racing Team | 5         | 0        | 0      | 0    | 0    | 8    | 23.  | -  |
| 2004     | MotoGP     | Kawasaki Ninja ZX-RR | Kawasaki Racing Team | 16        | 0        | 0      | 0    | 0    | 51   | 15.  | -  |
| 2005     | MotoGP     | Kawasaki Ninja ZX-RR | Kawasaki Racing Team | 10        | 0        | 0      | 0    | 0    | 24   | 19.  | -  |
| 2006     | MotoGP     | Ducati Desmosedici   | Pramac d'Antin       | 17        | 0        | 0      | 0    | 0    | 30   | 17.  | -  |
| 2007     | MotoGP     | Ducati Desmosedici   | Pramac d'Antin       | 12        | 0        | 0      | 0    | 0    | 65   | 13.  | -  |
| Összesen |            |                      |                      | 106       | 0        | 0      | 0    | 0    | 315  |      | 0  |

## Teljes MotoGP-eredménylistája
(Táblázat értelmezése)

(Félkövér: pole-pozícióból indult; dőlt: leggyorsabb kört futott) 

| Év   | Géposztály | Csapat                | Motor  | 1       | 2       | 3       | 4       | 5      | 6       | 7       | 8       | 9       | 10      | 11      | 12      | 13      | 14      | 15      | 16      | 17      | 18  | Poz. | Pont |
| ---- | ---------- | --------------------- | ------ | ------- | ------- | ------- | ------- | ------ | ------- | ------- | ------- | ------- | ------- | ------- | ------- | ------- | ------- | ------- | ------- | ------- | --- | ---- | ---- |
| 1997 | 125 cm³    | Yamaha                | YZR125 | MAL     | JPN     | SPA     | ITA     | AUT    | FRA     | NED     | IMO     | GER 14  | BRA     | GBR     | CZE     | CAT     | IND     | AUS     |         |         |     | 28.  | 2    |
| 1998 | 250 cm³    | Honda                 | NSR250 | JPN     | MAL     | SPA     | ITA     | FRA    | MAD     | NED     | GBR     | GER 10  | CZE     | IMO     | CAT     | AUS     | ARG     |         |         |         |     | 29.  | 6    |
| 1999 | 250 cm³    | TSR-Honda             | NSR250 | MAL 17  | JPN 18  | SPA 15  | FRA 8   | ITA 16 | CAT 11  | NED 11  | GBR 13  | GER 9   | CZE Ret | IMO 17  | VAL 10  | AUS 13  | RSA 13  | BRA 12  | ARG 10  |         |     | 16.  | 51   |
| 2000 | 250 cm³    | Aprilia               | RS250  | RSA Ret | MAL 10  | JPN 15  | SPA 17  | FRA 18 | ITA Ret | CAT Inj | NED Inj | GBR Inj | GER Inj | CZE 19  | POR 11  | VAL 18  | BRA Inj | PAC Inj | AUS Inj |         |     | 25.  | 12   |
| 2001 | 250 cm³    | Aprilia               | RS250  | JPN 12  | RSA 10  | SPA 11  | FRA 11  | ITA 18 | CAT 9   | NED 12  | GBR 9   | GER 7   | CZE Ret | POR Ret | VAL Ret | PAC 17  | AUS Ret | MAL 8   | BRA 17  |         |     | 12.  | 55   |
| 2002 | MotoGP     | Red Bull WCM-Yamaha   | YZR500 | JPN     | RSA     | SPA     | FRA     | ITA    | CAT Ret | NED 11  |         |         |         |         |         |         |         |         |         |         |     | 22.  | 11   |
| 2002 | MotoGP     | West Pons-Honda       | NSR500 |         |         |         |         |        |         |         | GBR 17  | GER 10  | CZE     | POR     | BRA     | PAC     | MAL     | AUS     | VAL     |         |     | 22.  | 11   |
| 2003 | MotoGP     | Kawasaki Racing Team  | ZX-RR  | JPN     | RSA     | SPA 16  | FRA     | ITA 14 | CAT     | NED 10  | GBR     | GER 17  | CZE 19  | POR     | BRA     | PAC     | MAL     | AUS     | VAL     |         |     | 23.  | 8    |
| 2004 | MotoGP     | Kawasaki Racing Team  | ZX-RR  | RSA Ret | SPA 13  | FRA Ret | ITA 14  | CAT 11 | NED 13  | BRA 11  | GER 10  | GBR 19  | CZE 13  | POR 13  | JPN 10  | QAT 9   | MAL Ret | AUS 13  | VAL 11  |         |     | 15.  | 51   |
| 2005 | MotoGP     | Kawasaki Racing Team  | ZX-RR  | SPA 11  | POR Inj | CHN Inj | FRA Inj | ITA 12 | CAT 17  | NED Ret | USA 12  | GBR 8   | GER Ret | CZE 15  | JPN Ret | MAL Inj | QAT Inj | AUS Inj | TUR Inj | VAL 14  |     | 19.  | 24   |
| 2006 | MotoGP     | Pramac-d'Antin Ducati | GP5    | SPA 15  | QAT 15  | TUR 16  | CHN 15  | FRA 13 | ITA Ret | CAT 10  | NED 12  | GBR 13  | GER Ret | USA 14  | CZE 16  | MAL 15  | AUS 13  | JPN 16  | POR 11  | VAL Ret |     | 17.  | 30   |
| 2007 | MotoGP     | Pramac-d'Antin Ducati | GP6    | QAT 11  | SPA DSQ | CHN 9   | TUR 9   | FRA 5  | ITA 11  | CAT 13  | GBR 9   | NED 8   | GER 9   | USA Inj | CZE Inj | RSM 11  | POR Ret | JPN     | AUS     | MAL     | VAL | 13.  | 65   |